# Racomitrium microcarpum
Racomitrium microcarpum är en bladmossart som beskrevs av Bridel 1819 [1818. Racomitrium microcarpum ingår i släktet raggmossor, och familjen Grimmiaceae. Inga underarter finns listade i Catalogue of Life.